# Книголюб
«Книголюб» — український книгознавчий часопис. 
Виходив 1927–1932 неперіодично у Празі (всього — 12 окремих та 5 подвійних чисел). Видавало Українське товариство прихильників книги в Празі (УТПК); наклад 75–100 прим. Редактор — С.Сірополко.
У часописі друкувалися статті з різних галузей книгознавства, бібліографії та бібліотекознавства – про психологію читача й бібліотечну справу, опис кириличних стародруків, бібліографічні огляди спадщини Й.-В.Гете, М.Петрова й О.Кобилянської, празьке видання Т.Шевченка 1876, спогади про Г.Нарбута. Авторами цих матеріалів були, зокрема, Д.Антонович, В.Біднов, П.Зленко, С.Наріжний, І.Огієнко, Д.Чижевський, Я.Ярема. Огляди україніки у російських, польських та французьких виданнях робив М.Мухин. Публікувалися також витяги з рефератів, які читалися на засіданнях УТПК. Щороку готувалися підсумкові покажчики імен у текстах. Журнал тиражувався на шапірографі накладом від 75 до 100 примірників.